# コロンタイ (小惑星)
コロンタイ (2467 Kollontai) は小惑星帯にある小惑星。リュドミーラ・チェルヌイフがクリミア天体物理天文台で発見した。
ロシアの女性革命家で、ソビエト政権樹立後は、女性最初の人民委員になったアレクサンドラ・コロンタイに因んで名付けられた。